# Île de la Dérivation
Pour les articles homonymes, voir Île de la Dérivation (homonymie).
L'île de la dérivation est une île de la Seine, longue de 1,26 kilomètre et large de 100 mètres, située dans les Yvelines entre Carrières-sous-Poissy et Poissy. Elle est rattachée administrativement à la commune de Carrières-sous-Poissy. Cette île est reliée à la rive droite (côté Carrières-sous-Poissy) par une passerelle enjambant l'écluse (désaffectée) de la dérivation.
Cette île a été créée en 1882 par le creusement du canal dit de la dérivation, dans la rive droite de la Seine, et destiné à recevoir une écluse double. Cette nouvelle île fut lotie à partir de 1902. Depuis lors, la circulation automobile est exclue de l'Île. Le seul moyen d'accéder à l'île est une étroite passerelle, devant laquelle les voitures doivent rester garées. Les habitants et les visiteurs y circulent donc à pied ou à vélo.
Le 28 avril 2009, le conseil municipal de Carrières-sous-Poissy vote une motion contre le projet de pont d'Achères menaçant les riverains de l'île de la Dérivation.
Depuis lors, l'île de la dérivation, ses habitants et ses visiteurs sont menacés par le passage d'une autoroute en souterrain, la construction d'un pont 2 × 2 voies, le pont d'Achères et l'érosion de ses berges par le courant de la Seine. Les riverains évoquent les nuisances sonores et les dangers de la pollution de ce projet qui porte atteinte à l'intégrité de cette île qui constitue un  paysage remarquable des bords de Seine.
En juin 2014, les opposants au pont d'Achères se sont rassemblés à Andrésy afin d'informer les riverains sur nuisances du projet, notamment pour des sites naturels protégés.
Le 19 avril 2015, Eddie Aït — ancien maire de Carrières-sous-Poissy — annonce la création d'un comité des élus locaux contre cet ouvrage.

## Galerie

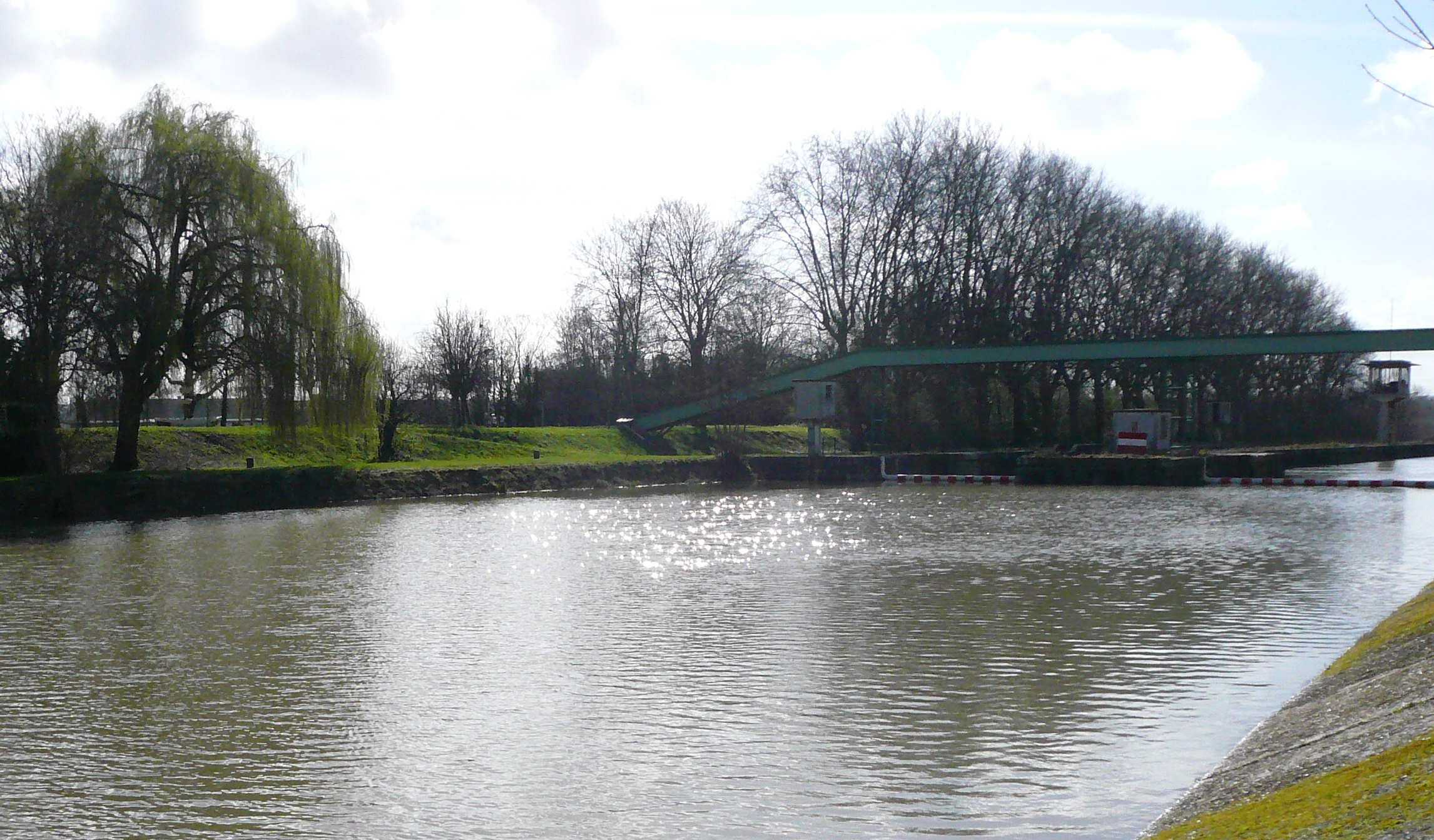
Unique passerelle d'accès.
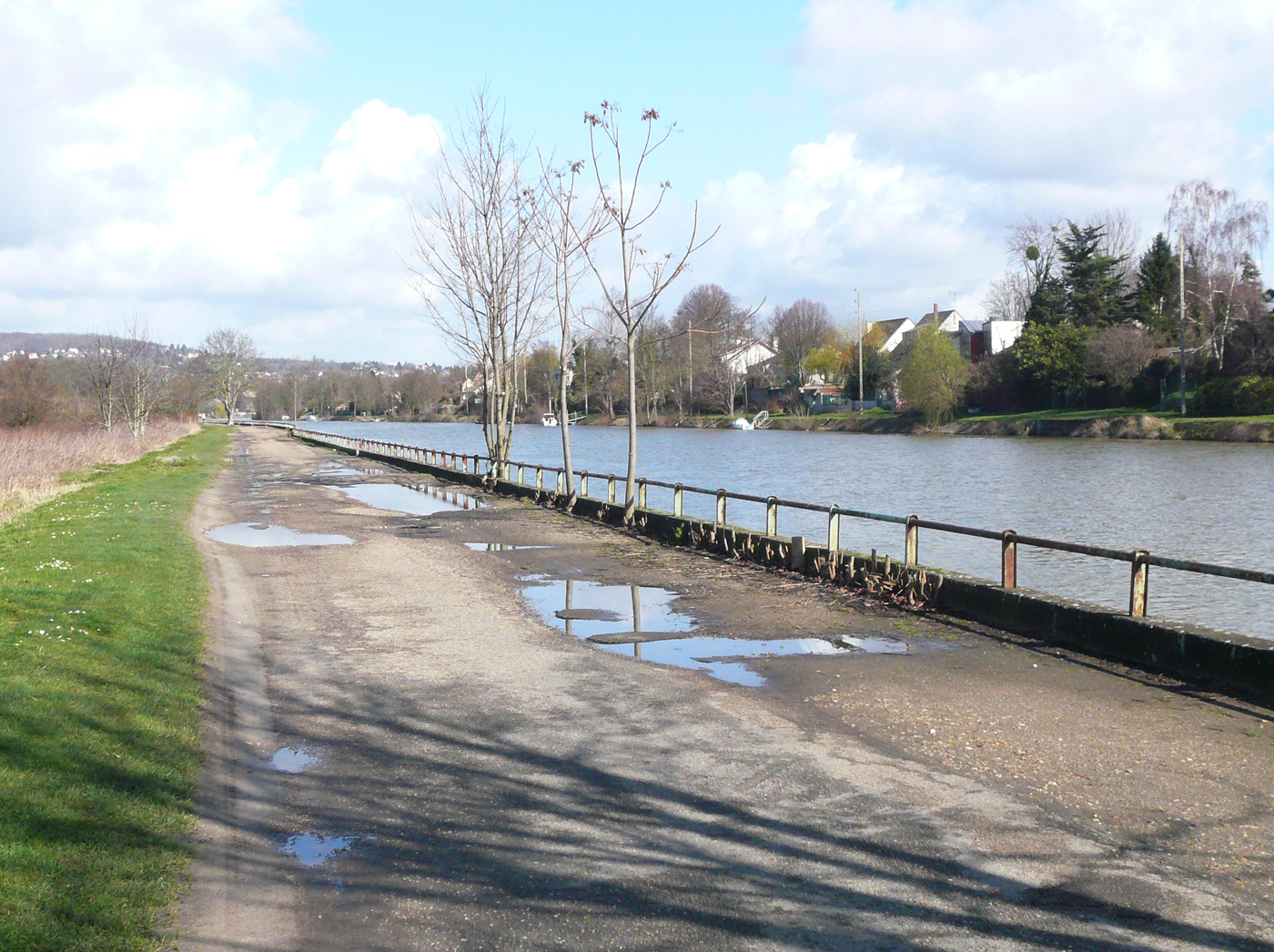
Chemin vers Andrésy, face à l'île.
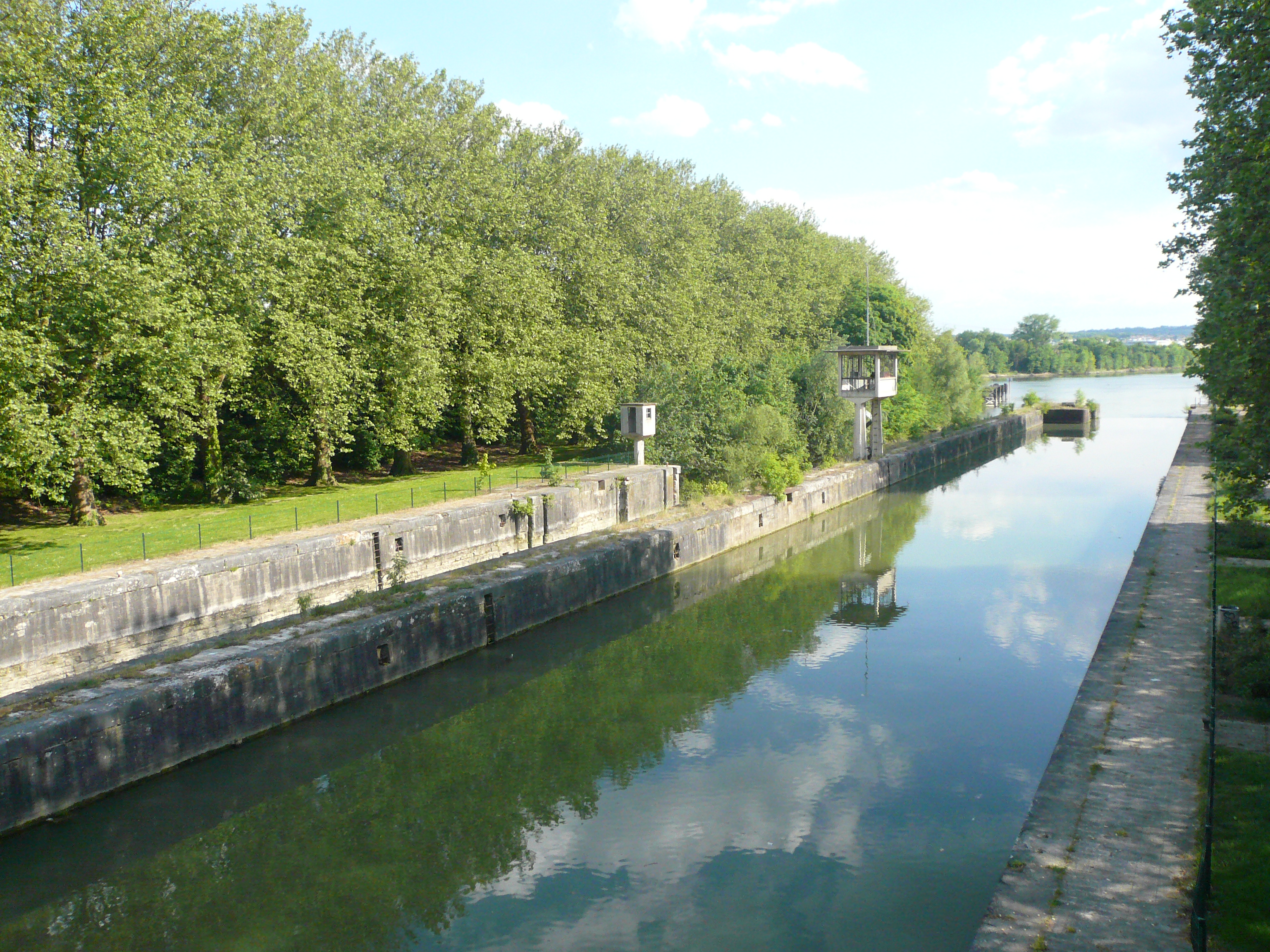
Ancienne écluse, hors service depuis 1979.